# Jean Marius René Guibé
Jean Marius René Guibé (Parigi, 18 febbraio 1910 – Caen, 4 maggio 1999) è stato un naturalista ed erpetologo francese.
Ha descritto numerose nuove specie di anfibi del Madagascar tra cui:
- Anodonthyla rouxae
- Blommersia blommersae
- Blommersia domerguei
- Boophis erythrodactylus
- Boophis laurenti
- Boophis pauliani
- Boophis williamsi
- Cophyla alticola
- Cophyla milloti
- Cophyla tsaratananaensis
- Madecassophryne truebae
- Mantella nigricans
- Mantidactylus bertini
- Mantidactylus blanci
- Mantidactylus blommersae
- Mantidactylus domerguei
- Mantidactylus eiselti
- Mantidactylus elegans
- Mantidactylus grandisonae
- Mantidactylus klemmeri
- Mantidactylus leucomaculatus
- Mantidactylus madecassus
- Mantidactylus microtis
- Mantidactylus pauliani
- Mantidactylus pseudoasper
- Mantidactylus tricinctus
- Mantidactylus wittei
- Paradoxophyla palmata
- Phrynobatrachus alticola
- Phrynobatrachus guineensis
- Phrynobatrachus villiersi
- Plethodontohyla bipunctata
- Plethodontohyla guentherpetersi
- Plethodontohyla minuta
- Plethodontohyla serratopalpebrosa
- Rhinoleptus
- Rhombophryne grandis
- Rhombophryne roseifemoralis
- Rhombophryne tridactyla

Le rane Boophis guibei, Mantidactylus guibei e Ptychadena guibei, il camaleonte Calumma guibei ed il geco Lygodactylus guibei sono stati dedicati al suo nome.